# 더멋 올리리

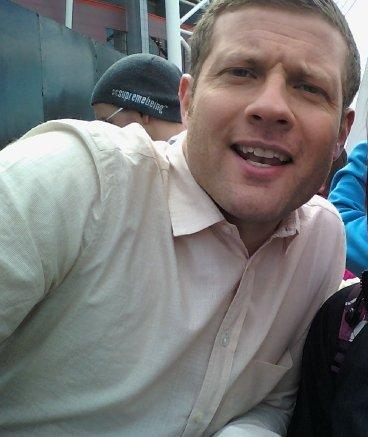
더멋 오리어리

더멋 올리리(Dermot O'Leary, 1973년 5월 24일 ~ )는 영국의 텔레비전 및 라디오 방송인으로, 엑스 팩터를 진행했었다.